# Arbeitskultur
Die Arbeitskultur ist eine Form der Kultur innerhalb eines Unternehmens oder einer Organisation, die die lebensweltlichen Aspekte der Beschäftigten in Relation zur Erwerbsarbeit beschreibt. Dazu gehören einerseits die Aneignungspraktiken betrieblicher Vorgaben und andererseits die erwartete und subjektive Haltung der Mitarbeiter zu den gestellten Aufgaben. Über das interne Verhältnis von Arbeit und Organisation unterliegt die Arbeitskultur politischem und strukturellem Wandel. Zur Etablierung des Begriffs der Arbeitskultur haben Konzepte der Globalisierung, Digitalisierung und Flexibilisierung beigetragen.

## Definition
Eine knappe und präzise Definition der Arbeitskultur bietet Werner Widuckel. Er beschreibt die beiden der Arbeitskultur immanenten Begriffe der Arbeit und des Arbeitshandelns als Werte und Normen, die sowohl die individuelle als auch die gesellschaftliche Tätigkeit prägen und sozialen Beziehungen unterliegen. Arbeitskultur im engeren Sinne beschreibt die organisationsinternen Regeln des Arbeitens aus der Perspektive der Beschäftigten selbst. Darüber hinaus betrachten Arbeitskultursoziologen die Erwerbsarbeit in einem soziokulturellen Kontext und unter Berücksichtigung gesellschaftlichen Wandels. Der Begriff der Arbeitskultur zielt im Besonderen auf das Verhältnis zwischen den organisationalen Strukturen und den Einstellungen, Erwartungen und den Erlebnisweisen der Arbeitnehmer und Arbeitgeber und kann im Allgemeinen als das Zusammenspiel von Organisationsbedingungen, privatem Lebenshintergrund der Erwerbstätigen und den gesellschaftlichen und politischen Strukturen verstanden werden.

## Konzept
Das Konzept der Arbeitskultur lässt sich auf keinen bestimmten Soziologen oder eine Theorie zurückführen. Es wurde als Resultat von Entwicklungen wie der Entgrenzung und der Subjektivierung der Arbeit popularisiert. Die Arbeitskultur kann einerseits als Teil der Unternehmens- und Organisationskultur gesehen werden, die Begriffe sind jedoch nicht synonym zu verwenden. Andererseits spricht man auch von nationalen Arbeitskulturen (z. B. von der in einigen Grundzügen jahrhundertealten japanischen Arbeitskultur) oder von der „Amerikanisierung der Arbeitskultur“.

### Kultur
Dass der Begriff der Arbeitskultur nicht einheitlich definiert ist, resultiert unter anderem aus der Vielseitigkeit des Kulturbegriffs selbst.
Während der Begriff Kultur vor 300 Jahren noch ein Fremdwort war, ist er nunmehr aus alltäglichen, politischen und wissenschaftlichen Diskursen nicht mehr wegzudenken. Der entscheidende Wendepunkt und Auslöser der heute geführten Debatten liegt in dem Wechsel der singulären Verwendung des Kulturbegriffs hin zu einem seit Nietzsche dauerhaft im Plural stehenden Begriff der Kulturen. Kulturen aus der Perspektive der verstehenden Soziologie sind als Wertprinzipien zu sehen, die die sozialen Erfahrungsregeln und Deutungsmuster darstellen, welche wiederum soziale Wirklichkeit konstruieren. Entsprechend diesem Verständnis ist Kultur als Dimension geteilter Bedeutungen zu verstehen, deren Geltung auf intersubjektiver Anerkennung beruht und deren Sinnhaftigkeit erst durch soziales Handeln und intersubjektive Interpretationen entsteht.
Die kulturelle Pluralität lässt sich auch auf Organisationen beziehen, deren interne Strukturen von einer Parallelität unterschiedlicher Kulturen durchdrungen sind.

### Abgrenzung zur Unternehmens- und Organisationskultur
Der Begriff der Unternehmens- und Organisationskultur wurde von Elliott Jaques 1951 mit seinem Buch The Changing Culture of a Factory in die Organisationsforschung eingeführt. Er definiert die Unternehmenskultur als die Kultur eines Betriebes, die mittels gemeinsam geteilter Denk- und Handlungsweisen vorherrscht und von nahezu allen Beschäftigten des Unternehmens erlernt, akzeptiert und anerkannt wird. In der Soziologie wird der Begriff von Edgar Schein in den 1980er Jahren geprägt und als ein Muster gemeinsamer Grundprämissen gesehen, das die Gruppe bei der Bewältigung ihrer Probleme externer Anpassung und interner Integration erlernt hat. Schein zufolge gelten die Muster somit als bindend. Die Grundprämissen werden als rational angesehen und als emotional korrekter Ansatz für den Umgang mit Problemen an neue Mitglieder weitergegeben. Die Unternehmens- und Organisationskultur setzt sich sowohl aus formellen als auch informellen Normen zusammen. Während der Begriff der Unternehmens- und Organisationskultur aus dem Bereich der Managementforschung und der Steuerungs- und Führungskonzepte kommt, befasst sich der Begriff der Arbeitskultur vorrangig mit der Analyse differenzierter Verarbeitungsweisen von Managementvorgaben in der Organisation. Im Fokus stehen hierbei die persönliche Sinnstiftung und die subjektiven Bewältigungsformen alltäglich auftretender Arbeitssituationen. Die Mitarbeiter einer Organisation sind über die Organisationsmitgliedschaft hinaus in weitere Lebenswelten integriert und werden über unterschiedliche Instanzen sozialisiert, sodass Bedürfnisse und Ansprüche Einzug in den Alltag der Erwerbsarbeit erhalten. Diese variable Einbettung und die Forderung nach Berücksichtigung der privaten Lebensumstände seitens der Organisationsangehörigen schlagen sich in der Arbeitskultur nieder und werden in der Unternehmens- und Organisationskultur verarbeitet.

### Arbeitskultur
Der Begriff der Arbeitskultur steht als ein zweites Kulturkonzept neben der Unternehmens- und Organisationskultur in Organisationen, wird jedoch in der Literatur seltener als solche benannt. Die Arbeitskultur in Deutschland wurde zunächst im Kontext der sozialistischen Kulturpolitik thematisiert und zielte zu DDR-Zeiten darauf ab, die Arbeits- und Lebensbedingungen im Interesse der arbeitenden Menschen humaner zu gestalten. Auch das Programm Humanisierung des Arbeitslebens der Bundesregierung zielte auf eine Modernisierung der Arbeitskultur.
Arbeitskultur lässt sich als Konzept verstehen, das im Gegensatz zur Unternehmens- und Organisationskultur nicht von oben auf die Mitarbeiter wirkt, sondern von den Beschäftigten selbst in die Organisation getragen wird. Stand bei Max Weber noch die protestantische Arbeitsmoral im Vordergrund, also ein sozialmoralisches Konzept, das das Verhältnis zur Arbeit reguliert, so förderte der Fordismus eine neue Erlebnisweise und ein instrumentelles Verständnis der Arbeitnehmer von ihrer Arbeit. Von Bedeutung wurden im Laufe der letzten Jahrzehnte nicht nur die auf die Arbeit bezogenen Interessen der Beschäftigten, sondern darüber hinaus immer stärker die lebensweltlichen Interessen, die sich nicht mehr unabhängig von den Unternehmen denken lassen. Die Beschäftigten werden als Arbeitsbürger verstanden, die ihre eigene Subjektivität, Sinnansprüche und Wertvorstellungen haben. In welcher Weise diese in die Arbeitsrolle einfließen können, ist eine Frage, deren Beantwortung in der jeweiligen Arbeitskultur eines Betriebs zu finden ist. Entsprechend spiegelt sich in der Arbeitskultur eines Unternehmens die lebensweltliche Seite der Arbeit wider.
Die Arbeitskultur konstituiert sich folglich aus der in der Organisation vorherrschenden Organisationskultur, den persönlichen Bedürfnissen der Beschäftigten und den aus sozialen Beziehungen resultierenden Spannungsfeldern. Darüber hinaus hängt der Begriff mit dem Wandel der Arbeit im Zuge der Globalisierung, der Flexibilisierung und der Digitalisierung zusammen. Die Arbeitskultur als solche steht in Zusammenhang mit dem Faktor der Subjektivierung und dem Wandel des Verständnisses von Arbeitskraft. Die Arbeitskraft wird als Verwertung gesehen, die mit der Erweiterung der Gestaltungsfreiheiten des Einzelnen einhergeht. Auch die berufskulturelle Prägung (der Habitus) spielt eine Rolle.

## Flexibilisierung von Arbeits- und Lebenswelt
Seit den 1990er Jahren hat sich ein Wandel im Verständnis von Arbeitskraft und Arbeit hin zur Etablierung einer Arbeitskultur vollzogen.

### Wandel des Verständnisses von Arbeitskraft
Mit der Etablierung des Begriffs der Arbeitskultur geht ein Wandel des Verständnisses von Arbeitskraft einher. Dieser Wandel manifestiert sich in der Abkehr von der Normalarbeitszeit und zeigt sich in Arbeitszeitmodellen wie Vollzeit, Teilzeit und Gleitzeit. Dass sich Arbeitnehmer ihre Arbeitszeit autonom einteilen dürfen und nicht mehr innerhalb eines gewissen Zeitrahmens am Arbeitsplatz sein müssen, lässt auf die individualisierte Organisation der eigenen Arbeitskraft schließen. Da den Arbeitnehmern seitens der Organisation mehr Verantwortung übertragen wird und ihnen die Kompetenzen der Selbststeuerung und Selbstüberwachung abverlangt werden, spricht man auch von Arbeitskraftunternehmer. Er stellt seine Arbeitskraft auf dem Markt zur Verfügung und kann andererseits den Einsatz seiner Arbeitskraft verwalten. Dies bedeutet auf Seiten der Arbeitskraftunternehmer ein höheres Maß an Flexibilität, Autonomie, Selbstorganisation und Selbstkontrolle. Auf Seiten der Organisation findet entsprechend die Abgabe von Kontrolle an die Mitarbeiter statt.
Arbeitskultur kann folglich als Prozess angesehen werden, innerhalb dessen sich das Verhältnis vom Arbeitenden zu sich selbst und zu dem Betrieb ändert. Es bilden sich neue Normen des Zusammenarbeitens in Betrieben selbst, indem auf Faktoren wie Autonomie und Vertrauen gesetzt wird und sich die betriebliche Kontrolle auf die Selbstkontrolle verlagert. Diese Entwicklung hin zum Arbeitskraftunternehmer steht in Zusammenhang mit der Abkehr vom Normalarbeitsverhältnis, der Entgrenzung und der Subjektivierung von Arbeit.

### Normalarbeitsverhältnis und Flexibilisierung
Das Normalarbeitsverhältnis umreißt das „Leitbild des Arbeitsverhältnisses, das als dauerhaftes, kontinuierliches, qualifiziertes Vollzeitarbeitsverhältnis im größeren Betrieb vorgestellt wurde. Mit diesem Leitbild war neben einer je individuellen Rechtsbeziehung (zwischen Arbeitgeber und Arbeitnehmer) zugleich ein gesellschaftliches Reproduktionsarrangement gemeint, das nicht nur das Kapitalverhältnis als Produktionsbeziehung, sondern auch das Verhältnis von Erwerbsarbeit und Leben, das Verhältnis der Geschlechter und Generationen zueinander steuerte und das hierüber gesellschaftliche Sinn- und Wertvorstellungen, Selbst- und Fremdbilder der Mitglieder der Gesellschaft prägte“.
Die Abkehr vom Normalarbeitsverhältnis steht in Zusammenhang mit dem Prozess der Flexibilisierung der Arbeit und der Arbeitsprozesse. Dazu gehört auch der Einzug flexibler Arbeitszeitmodelle, wodurch den Beschäftigten eines Unternehmens ermöglicht wird, die Familienarbeit und die Erwerbsarbeit besser miteinander zu vereinbaren. Gleichzeitig führt die Flexibilisierung zum Einzug der lebensweltlichen Komponente in die Welt der Erwerbsarbeit und umgekehrt. Das Aufbrechen der Grenze zwischen Lebens- und Arbeitswelt ist auch Gegenstand der Entgrenzung von Arbeit.

### Entgrenzung von Arbeit
Entgrenzungsprozesse lassen sich als Ausdruck eines Umbruchs in der Entwicklung von Arbeit interpretieren. Ihren Ursprung hat die Entgrenzung der Arbeit in den 1990er Jahren. Die Entgrenzung von Arbeit lässt sich als gesellschaftlicher Umbruchprozess verstehen, der zur Erosion der Grenzen der Unternehmen führt und den Einsatz und die Nutzung von Arbeitskraft verändert. Aus dieser Erosion erwächst eine Veränderung im Verhältnis von Unternehmen und ihrer Umwelt sowie im Verhältnis von Arbeit und Lebenswelt.
Als zentraler Aspekt wird bei dieser Dynamisierung der Arbeitsstrukturen die Abkehr von tayloristisch-fordistischen Betriebsstrategien gesehen, welche auf detaillierte und hoch standardisierte Strukturen abzielten. Diese Veränderungen zwingen die Unternehmen zu internem Wandel. Im Kontext dieser Veränderungsprozesse werden auch soziale Formierungen gesellschaftlicher Arbeit, die sich über Jahrzehnte bewährt haben, als Hindernisse empfunden. Die in den Arbeitsstrukturen vorfindbaren Hindernisse werden als Begrenzungen gesehen, die es zu entgrenzen gilt.
Die Entgrenzung ist entsprechend als die Veränderung der Arbeitsverhältnisse über alle sozialen Ebenen hinweg zu verstehen. Folglich bezieht sich Entgrenzung auf gesamtgesellschaftliche Strukturen der Arbeit, auf die Organisation der Unternehmen nach innen und außen sowie auf das Arbeitshandeln selbst. Entgrenzung lässt sich in unterschiedlichen Dimensionen betrachten, unter anderem in der zeitlichen und räumlichen Dimension. Entsprechend ist Arbeit nicht an Raum und Zeit gebunden und geht sowohl mit dem Prinzip der Flexibilisierung als auch mit dem Prinzip der Digitalisierung einher. Beide können als Bedingungen der Entgrenzung interpretiert werden. An dieser Stelle treten Konzepte wie Homeoffice in den Fokus, deren Merkmal darin besteht, Arbeiten orts- und zeitunabhängig zu bewältigen. Auch das Prinzip des Homeoffice (siehe Heimarbeit) ist auf die Abkehr vom Normalarbeitsverhältnis zurückzuführen.

## Zukunft der Arbeitskultur
Arbeit ist ein entscheidender Faktor gesellschaftlicher Teilhabe und hat im Prozess der Identitätsbildung eine wichtige Rolle. Dass sich Arbeit nicht nur in einer Dimension erfassen lässt, hängt damit zusammen, dass diese den Bereich der Erwerbsarbeit überschritten hat und in andere Bereiche übergegangen ist. Im Rahmen dieser Entwicklung werden Begriffe wie Familienarbeit, ehrenamtliche Arbeit und Reproduktionsarbeit zunehmend relevant.
Flexibilisierung, Digitalisierung und Globalisierung gelten als Faktoren für zukünftige Veränderungen von Arbeit. Dies wirkt sich auf die individuellen Lebensläufe und das Ausbalancieren unterschiedlicher Lebensbereiche aus. 
Daraus lassen sich Herausforderungen im Umgang mit moderner Arbeit und der sich daraus entwickelnden Arbeitskultur ableiten:
1. Probleme müssen vor einem globalisierten Hintergrund gelöst und auf globaler Ebene gedacht werden (Globalisierung).
2. Die Lebenswelt kann nicht mehr isoliert von der Arbeitswelt betrachtet werden und die komplexe Lebensführung der Individuen muss in Einklang mit der Erwerbsarbeit gebracht werden (Flexibilisierung).
3. Die digitale Arbeitswelt ruft Macht-, Herrschafts- und Aneignungskonflikte hervor, deren Eskalation vorgebeugt werden muss (Digitalisierung).[24]

Die vorangegangene Aufzählung ist als Handlungsaufforderung zu sehen, derer sich jedes Unternehmen und jede Gesellschaft annehmen muss, um adäquat auf den Wandel von Arbeit reagieren zu können.